# João Campos de Araújo
João Campos de Araújo (Peixe, Tocantins, 28 de dezembro de 1962) é um delegado de polícia e político brasileiro, filiado ao Podemos (PODE). Foi deputado federal por Goiás, candidato a senador pelo estado em 2022, e atualmente é vice-prefeito de Aparecida de Goiânia.

## Biografia
Casado com a Dona Ilda Rodrigues Campos e pai de Thiago Douglas Rodrigues Campos e João Marcus Rodrigues Campos. É formado em Direito e ordenado Pastor Auxiliar da Igreja Assembléia de Deus de Vila Nova, Goiás.

### Carreira
Foi escrivão de Polícia na Diretoria Geral da Polícia Civil, em Goiânia, entre 1983 e 1987; posteriormente, atuou como Chefe de Gabinete da Secretaria de Segurança Pública de Goiás, entre 1990 e 1991. Foi Delegado Titular do 4º Distrito Policial, em Aparecida de Goiânia, entre 1991 e 1992.
Como deputado, se notabilizou por uma atuação conservadora. Foi o líder da Frente Parlamentar Evangélica.
Apresentou o Projeto de Decreto Legislativo 234/2011, que pretendia retirar a restrição de psicólogos a debates e tratamentos relacionados à homossexualidade. Gerou grande polêmica e foi comumente chamado de "cura gay"'.
Ainda em 2011, combateu o chamado "Kit Gay", programa que combatia a homofobia nas escolas. Ele acusou o programa de fazer apologia à homossexualidade e incentivar o sexo livre.
Em 25 de junho de 2013, votou a favor da PEC 37, que proibiria investigações pelo Ministério Público, sendo voto vencido por 430 votos a 9, com 2 abstenções. Esta votação foi antecipada,  à época, por causa das Jornadas de Junho.
Foi reeleito deputado federal em 2014, para a 55.ª legislatura (2015-2019), pelo PSDB. 
Apresentou em 2015 proposta de emenda constitucional, que prevê a inclusão de entidades religiosas de âmbito nacional na lista de instituições que podem propor ação direta de inconstitucionalidade ou ação declaratória de constitucionalidade ao Supremo Tribunal Federal. Esta proposta foi considerada uma afronta ao estado laico, e chegou a ser aprovada em comissão, apoiada por aliados de Eduardo Cunha.
Também no mesmo ano, a PEC 471, de sua autoria, chegou a ser votada pela Câmara. A proposta pretendia efetivar sem concurso milhares de pessoas indicadas para responder por cartórios por meio de compadrios.
Votou a favor do Processo de impeachment de Dilma Rousseff. Posteriormente, foi favorável à PEC do Teto dos Gastos Públicos. Em agosto de 2017 votou contra o processo em que se pedia abertura de investigação do então Presidente Michel Temer, ajudando a arquivar a denúncia do Ministério Público Federal.
Durante a reforma política de 2015, com a janela partidária aberta naquele ano, se filiou ao PRB, atual Republicanos. Pela legenda, concorreu ao Senado Federal em 2022, e terminou em quinto lugar, com 11,07% dos votos válidos (350.222 votos). 
Em 2023 se filiou ao Podemos. No ano seguinte, foi escolhido candidato a vice-prefeito de Aparecida de Goiânia na chapa de Leandro Vilela, do MDB, e se elegeu com cerca de 132.230 votos (63,60% dos votos válidos), derrotando a chapa de Professor Alcides e Max Menezes, do PL, em segundo turno, o primeiro pleito da história do munícipio após este ultrapassar a barreira dos 200 mil eleitores e nenhum dos dois candidatos mais votados alcançarem 50%+1 dos votos para se eleger. 

## Desempenho eleitoral
| Ano  | Eleição                           | Partido      | Cargo            | Votos   | %      | Resultado  | Ref    |
| ---- | --------------------------------- | ------------ | ---------------- | ------- | ------ | ---------- | ------ |
| 2002 | Estaduais em Goiás                | PSDB         | Deputado federal | 61.323  | 2,35%  | Eleito     | [ 12 ] |
| 2006 | Estaduais em Goiás                | PSDB         | Deputado federal | 67.573  | 2,38%  | Eleito     | [ 13 ] |
| 2010 | Estaduais em Goiás                | PSDB         | Deputado federal | 135.968 | 5,15%  | Eleito     | [ 14 ] |
| 2014 | Estaduais em Goiás                | PSDB         | Deputado federal | 107.344 | 3,54%  | Eleito     | [ 15 ] |
| 2018 | Estaduais em Goiás                | PRB          | Deputado federal | 106.014 | 3,50%  | Eleito     | [ 16 ] |
| 2022 | Estaduais em Goiás                | Republicanos | Senador          | 350.222 | 11,07% | Não eleito | [ 17 ] |
| 2024 | Municipal de Aparecida de Goiânia | PODE         | Vice-prefeito    | 132.230 | 63,60% | Eleito     | [ 18 ] |